# Kelly McCrimmon
Kelly McCrimmon (Saskatchewan, 13 de outubro de 1960) é um executivo canadense de hóquei no gelo que é o gerente geral do Vegas Golden Knights da National Hockey League (NHL).

## Carreira de jogador
McCrimmon jogou pelo Prince Albert Raiders da Liga Junior de Saskatchewan (SJHL) antes de atuar pelo Wheat Kings por duas temporadas, conquistando seu primeiro título como jogador em sua temporada de estreia. Ele jogou hóquei pela Universidade de Michigan por quatro temporadas e foi nomeado capitão em sua última temporada.

## Carreira como dirigente

### Brandon Trigo Reis
McCrimmon passou seus primeiros anos como treinador de hóquei na SJHL, começando com o North Battleford North Stars por duas temporadas, e depois uma com o Lloydminster Lancers.
Em 1988, ele voltou ao Brandon Wheat Kings como assistente técnico, tornando-se gerente geral em 1989, além de assumir o cargo de técnico principal em algumas ocasiões, substituindo Doug Sauter e Kevin Maxwell, respectivamente. Em 1992, tornou-se proprietário minoritário do Wheat Kings, adquirindo um terço da franquia. Em 2001, tornou-se o único proprietário da franquia após comprar as ações restantes de Bob Cornell.
Na temporada de 1995–96, McCrimmon venceu seu primeiro título como gerente geral da Western Hockey League (WHL) e seu segundo título com o Wheat Kings.
Em 2004, ele assumiu as funções de treinador do Wheat Kings. Em sua terceira passagem como treinador principal, ele levou a equipe às finais como treinador e gerente geral. Em 2011, ele deixou as funções de treinador, passando-as para o ex-treinador principal do Ottawa Senators, Cory Clouston.
McCrimmon voltou ao banco do Wheat Kings na temporada de 2013–14 e ficou por mais três temporadas. Durante a temporada de 2014–15, ele levou a equipe às finais da Western Hockey League, perdendo para o Kelowna Rockets. Na temporada seguinte, ele foi contratado como treinador assistente da Seleção Canadense no Campeonato Mundial Júnior em Helsinque, Finlândia. O Wheat Kings tiveram uma segunda participação nas finais naquele ano, vencendo a Ed Chynoweth Cup contra o Seattle Thunderbirds em cinco jogos.

### Vegas Golden Knights
Após vinte e seis temporadas com o Wheat Kings, em 2 de agosto de 2016, McCrimmon foi nomeado o primeiro assistente do gerente geral da nova equipe de expansão da NHL, Vegas Golden Knights. Isso aconteceu depois que ele recusou uma oferta do Toronto Maple Leafs para se juntar à sua diretoria.
No primeiro ano de McCrimmon como assistente do gerente geral, o Vegas Golden Knights se tornou a segunda equipe de expansão da NHL, após o St. Louis Blues, a chegar às Finais da Stanley Cup.
Em 2 de maio de 2019, ele foi promovido a gerente geral, enquanto o ex-gerente geral George McPhee assumiu o cargo de presidente.
Em 26 de janeiro de 2021, McCrimmon atuou como treinador principal dos Golden Knights em uma derrota por 5-4 na disputa de pênaltis contra o St. Louis Blues, devido a um surto de COVID-19 na comissão técnica.
Em 13 de junho de 2023, os Golden Knights derrotaram o Florida Panthers por 9 a 3 para conquistar a Stanley Cup. Ao vencer a Copa após seis temporadas, eles se tornaram a equipe mais rápida a conquistar a Stanley Cup desde a expansão, superando o Philadelphia Flyers de 1973-74, que venceu a Copa em sua sétima temporada.

## Prêmios e honras
| Prêmio                 | Ano  |     |
| WHL                    | WHL  | WHL |
| ---------------------- | ---- | --- |
| Taça Ed Chynoweth      | 2016 |     |
| NHL                    |      |     |
| Campeão da Stanley Cup | 2023 |     |

## Estatísticas da carreira

### Como jogador
| 1977-78     | Prince Albert Raiders    | SJHL        | 49  | 10 | 19 | 29 | 63  | —  | — | —  | —  | —  |
| 1978-79     | Brandon Wheat Kings      | WHL         | 40  | 15 | 24 | 39 | 139 | 18 | 0 | 7  | 7  | 23 |
| 1979-80     | Brandon Wheat Kings      | WHL         | 55  | 13 | 12 | 25 | 89  | 9  | 3 | 3  | 6  | 6  |
| 1980–81     | Universidade de Michigan | WCHA        | 35  | 0  | 8  | 8  | 30  | —  | — | —  | —  | —  |
| 1981–82     | Universidade de Michigan | CCHA        | 15  | 1  | 1  | 2  | 6   | —  | — | —  | —  | —  |
| 1982–83     | Universidade de Michigan | CCHA        | 32  | 5  | 13 | 18 | 20  | —  | — | —  | —  | —  |
| 1983–84     | Universidade de Michigan | CCHA        | 30  | 8  | 5  | 13 | 34  | —  | — | —  | —  | —  |
| WHL totals  | WHL totals               | WHL totals  | 95  | 28 | 36 | 64 | 228 | 27 | 3 | 10 | 13 | 29 |
| NCAA totals | NCAA totals              | NCAA totals | 112 | 21 | 26 | 47 | 100 |    |   |    |    |    |

### Como treinador
| Ano     | Time                | V  | D  | OT/T | Classificação | Pós-Teamporada               |
| ------- | ------------------- | -- | -- | ---- | ------------- | ---------------------------- |
| 1990–91 | Brandon Wheat Kings | 28 | 38 | 6    | 7th in East   | Não se classificou           |
| 1990–91 | Brandon Wheat Kings | 19 | 51 | 2    | 8th in East   | Não se classificou           |
| 1991–92 | Brandon Wheat Kings | 11 | 55 | 6    | 8th in East   | Não se classificou           |
| 2004-05 | Brandon Wheat Kings | 45 | 21 | 6    | 1st in East   | Perdeu nas Finais da WHL     |
| 2005-06 | Brandon Wheat Kings | 30 | 32 | 10   | 3rd in East   | Perdeu nas Quartas de Finais |
| 2006-07 | Brandon Wheat Kings | 41 | 20 | 11   | 1st in East   | Perdeu nas Semi-Finais       |
| 2007-08 | Brandon Wheat Kings | 42 | 24 | 6    | 3rd in East   | Perdeu nas Quartas de Finais |
| 2008-09 | Brandon Wheat Kings | 30 | 32 | 10   | 3rd in East   | Perdeu nas Finais da Divisão |
| 2009-10 | Brandon Wheat Kings | 50 | 18 | 4    | 3rd in East   | Perdeu nas Finais da Divisão |
| 2010-11 | Brandon Wheat Kings | 32 | 31 | 9    | 3rd in West   | Perdeu nas Quartas de Finais |
| 2013-14 | Brandon Wheat Kings | 45 | 23 | 4    | 3rd in East   | Perdeu nas Finais da Divisão |
| 2014-15 | Brandon Wheat Kings | 53 | 11 | 8    | 1st in East   | Perdeu nas Finais da WHL     |
| 2015–16 | Brandon Wheat Kings | 48 | 18 | 6    | 1st in East   | Campeão da WHL               |